# سنتناری (ایندیانا)
سنتناری (به انگلیسی: Centenary) یک منطقهٔ مسکونی در ایالات متحده آمریکا است که در شهرستان ورمیلیون، ایندیانا واقع شده‌است. سنتناری ۱۸۴ متر بالاتر از سطح دریا واقع شده‌است.